# International Institute for Management Development
Pour les articles homonymes, voir IMD.
L'IMD business school (International Institute for Management Development) est un institut de management avec un campus à Lausanne, Suisse et à Singapour.

## Historique
L'institut est créé en 1990 par la fusion de l'IMI Genève (créée en 1946 par Alcan) et l'IMEDE (créée en 1957 par Nestlé). 
La faculté de l'IMD est présidée par le professeur David Bach depuis 2024.

## Classements
Dans le classement établi par le Financial Times, IMD est classé en 1re position mondiale dans la catégorie "Open programs" (2012-2016) ainsi que dans le top 3 mondial pour la catégorie "Executive Education" (2008-2016).

## Anciens élèves notables
- Laurent Freixe : PDG de Nestlé[3]